# Мусорка (приток Ташёлки)
Мусорка — река в России, протекает по Ставропольскому району Самарской области.

## География и гидрология
Мусорка — правобережный приток реки Ташёлка, её устье находится в 36 километрах от устья Ташёлки. Длина реки — 10 километров. Площадь водосборного бассейна — 82,8 км².

## Этимология
Название, возможно, произошло от финно-угорских слов му (земля) и сор (мелкое озеро, старица).

## Данные водного реестра
По данным государственного водного реестра России относится к Нижневолжскому бассейновому округу, водохозяйственный участок реки — Куйбышевского водохранилища от посёлка городского типа Камское Устье до Куйбышевского гидроузла, без реки Большой Черемшан. Речной бассейн реки — Волга от верхнего Куйбышевского водохранилища до впадения в Каспий.
Код объекта в государственном водном реестре — 11010000512112100005403.